# Bertelsmann Lesering
Der ehemalige Bertelsmann Lesering war eine Buchgemeinschaft mit Sitz im ostwestfälischen Rheda-Wiedenbrück (Kreis Gütersloh). Er war ein Unternehmen des Medienkonzerns Bertelsmann und als RM Buch und Medien Vertrieb GmbH im Handelsregister eingetragen, RM sind die Initialen von Reinhard Mohn. Er trat jedoch später als Club Bertelsmann oder Der Club auf.

## Geschichte
Der Bertelsmann Lesering wurde am 1. Juni 1950 gegründet und hatte ein Jahr später bereits 100.000, 1954 eine Million und 1956 rund 1,6 Millionen Mitglieder. Die Mitgliederzahl stieg in den 1970er Jahren auf über 6 Millionen. Nach einem Rückgang wuchs die Zahl nach der deutschen Wiedervereinigung auf rund 7 Millionen. Anfang 2006 waren es in Deutschland 3,3 Millionen, 2014 noch rund eine Million und bis zum Juni 2015 verblieben nurmehr 600.000 Club-Mitglieder.
Die erste Filiale wurde unter dem Namen Bücherstube am 1. April 1964 in Kiel eröffnet. 1968 öffnete eine Filiale in Münster, die 47 Jahre lang bis 2015 bestand. 1969 wurden alle Filialen in Club-Center umbenannt. Die Anzahl der Filialen stieg nach der Wiedervereinigung auf 320, 1996 gab es rund 250 Buchclub-Vertriebspartner in Deutschland, jedoch sank die Zahl bis 2014 auf 52 ab. Ab Juni 2014 wurde das deutschsprachige Direktgeschäft abgewickelt.

## Geschäftsmodell

Urkunde mit Originalunterschrift des Vorstandsvorsitzenden Reinhard Mohn

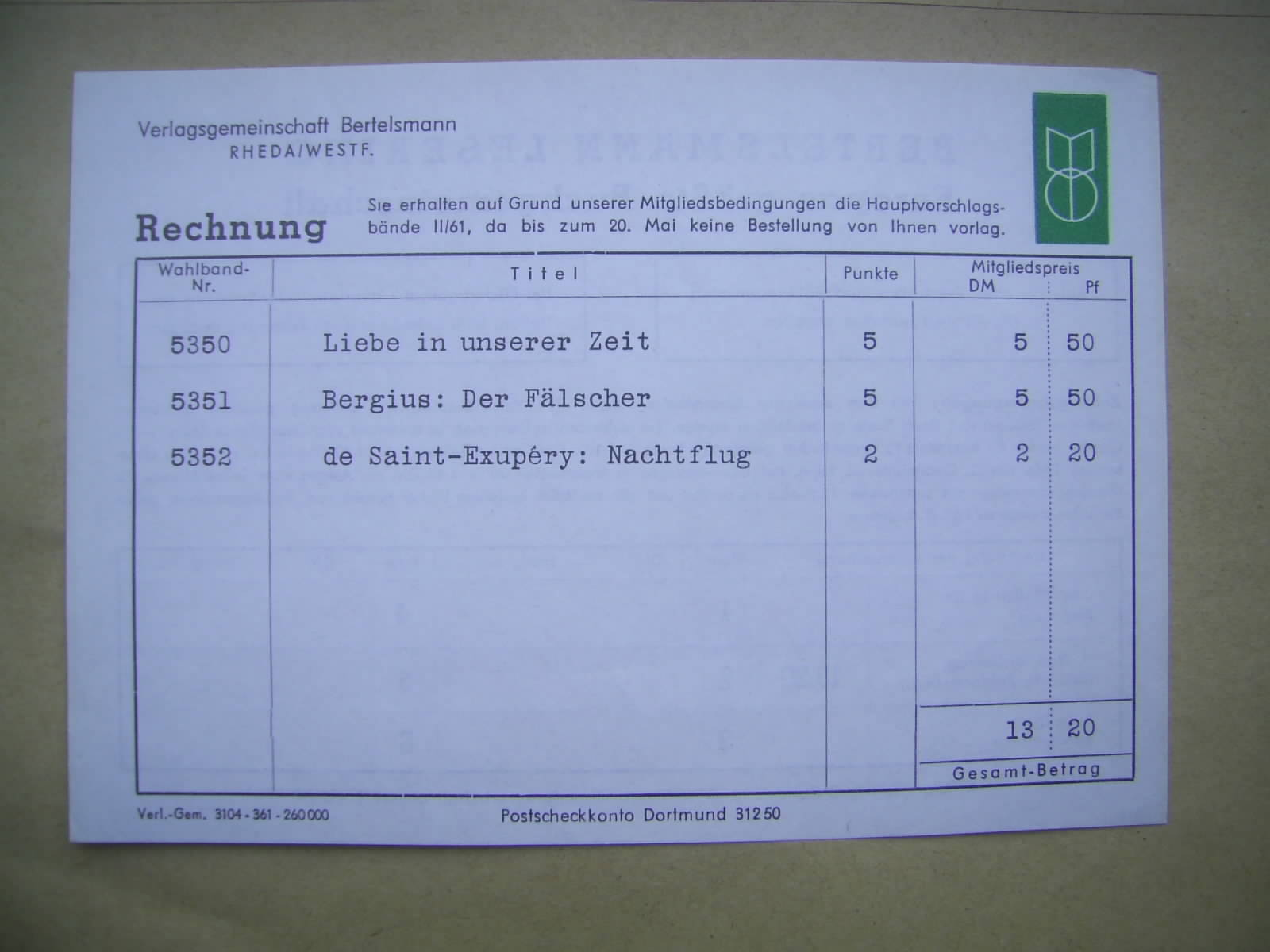
Rechnung des Bertelsmann Leserings 2. Quart. 1961

Das Unternehmen vermarktete Bücher direkt an die Leser. Über Kataloge oder die Website konnten interessierte Leser Bücher aussuchen und sich zusenden lassen. Die verkauften Bücher unterschieden sich meist in der Umschlaggestaltung von den Originalen und waren als „Lizenzausgabe“ gekennzeichnet. Sie konnten aufgrund der planbaren Auflage deutlich billiger angeboten werden. Zudem gab es Vertragsautoren, die nur bei Bertelsmann veröffentlichten. Nicht nur deshalb wurde der Club vom traditionellen Buchhandel kritisiert. Auch die Frage, nach welcher „Schonfrist“ für den Buchhandel Neuerscheinungen über den Direktvertrieb verkauft werden dürfen, führte zu Auseinandersetzungen.
Neben Büchern bot das Unternehmen in einem deutlich erweiterten Sortiment auch andere Medienprodukte (Schallplatten, Compact Disc, DVD etc.) und Dienstleistungen an. Mitglieder waren verpflichtet, mindestens einmal im Vierteljahr ein Produkt zu kaufen.